# Zygogramma conjuncta
Espèce
Zygogramma conjuncta est une espèce nord-américaine de coléoptères de la famille des Chrysomelidae.

## Description
Zygogramma conjuncta est un petit coléoptère au prothorax de couleur brune et aux élytres jaunes marqués de rayures brunes allongées. 

## Sous-espèces
L'espèce Zygogramma conjuncta contient deux sous-espèces, Zygogramma conjuncta conjuncta (Rogers, 1856) et Zygogramma conjuncta pallida (Bland, 1864).

## Répartition
Zygogramma conjuncta est présent en Amérique du Nord.

## Écologie
Les imagos sont généralement associés à des plantes de la famille des Asteraceae, notamment Ambrosia artemisiifolia, Flourensia cernua et Helianthus annuus (tournesol commun). Ils sont également associés à Brassica rapa, Descurainia sophia et Atriplex, mais pas comme source de nourriture.
Zygogramma conjuncta fit l'objet d'une expérience de lutte biologie contre Parthenium hysterophorus, une espèce de plantes invasives souvent associée à Helianthus annuus.